# 拉克奇 (路易斯安那州)
拉克奇（英語：Lucky），是美国路易斯安那州下属的一座村镇。根据2010年美国人口普查，该市有人口272人。建置上，属于“village”。